# Indoweckelia superstes
Indoweckelia superstes is een vlokreeftensoort uit de familie van de Hadziidae. De wetenschappelijke naam van de soort is voor het eerst geldig gepubliceerd in 2002 door Holsinger & Ruffo.